# Musidora

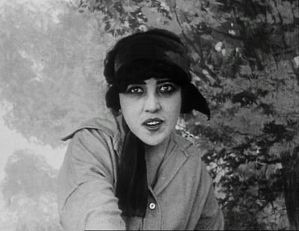
Musidora in Les Vampires

Musidora, eigentlich Jeanne Roques (* 23. Februar 1889 in Paris; † 11. Dezember 1957 ebenda) war eine französische Stummfilm-Schauspielerin, Drehbuchautorin, Filmregisseurin, Journalistin und Schriftstellerin. Sie gehörte zur Surrealistenszene und war eine enge Freundin von Colette, die für sie Drehbücher und Dramen schrieb.

## Leben
Musidora war, neben Theda Bara, die erste Vamp-Darstellerin der Filmgeschichte und Star mehrerer Serials von Louis Feuillade, der sie bei den Folies Bergère entdeckt hatte, unter anderem in Die Vampire (1915) und Judex (1916). Seit Mitte der 1920er Jahre arbeitete sie nur noch als Journalistin und Autorin. Sie war unter anderem als Filmjournalistin tätig und arbeitete später auch für die Cinémathèque Française.
Ihr Künstlername war dem Roman Fortunio von Théophile Gautier entlehnt.

## Filmografie (Auswahl)
- 1914: Severo Torelli
- 1915: Die Vampire (Les Vampires)
- 1917: Judex (Filmreihe, 12 Filme als Diana Monti, Kurzfilme)
- 1916: Le colonel Bontemps
- 1917: La nouvelle mission de Judex
- 1921: Pour Don Carlos
- 1926: Le berceau de dieu